# The Gateway
The Gateway ist ein mit Gletschereis angefüllter Gebirgspass auf Meereshöhe an der Shackleton-Küste der antarktischen Ross Dependency. Er liegt zwischen dem Kap Allen und Mount Hope am nordöstlichen Rand der Königin-Alexandra-Kette und stellt einen Zugang vom Ross-Schelfeis auf den Beardmore-Gletscher dar.
Entdeckt wurde der Pass von Teilnehmern der Nimrod-Expedition (1907–1909) des britischen Polarforschers Ernest Shackleton auf der Suche nach einer Route durch das Transantarktische Gebirge auf das Polarplateau und weiter zum geographischen Südpol.